# Paul Du Noyer
Paul Anthony Du Noyer, né à Liverpool le 21 mai 1954, est un journaliste et critique de rock britannique, auteur d’une dizaine de livres sur la musique. 
Il a écrit pour de nombreux magazines rock en Angleterre et a été notamment le fondateur et rédacteur en chef de Mojo,. 

## Biographie
Né à Liverpool, dans le Lancashire, il a étudié à la London School of Economics. Il a écrit pour le NME, Q et Mojo et a interviewé de nombreux musiciens célèbres, parmi lesquels David Bowie, Mick Jagger, Madonna, Lou Reed, Bruce Springsteen et Amy Winehouse. Il s'est également intéressé à la scène musicale de Liverpool,. 
Du Noyer a travaillé pour le magazine The Word de 2002 à 2012.

## Carrière
Du Noyer a quitté Liverpool à dix-huit ans pour s'installer à Londres et entamer sa carrière de journaliste. Il a été pigiste de 1978 à 1980, puis a travaillé en tant qu'assistant éditorial pour le NME jusqu'en 1980, et au Q jusqu'en 1990. Il a fondé le magazine Mojo et  a reçu la distinction Editor of the year en 1994. Il quitte le magazine en 1995, mais continue d'y écrire ponctuellement des articles. Il a été directeur éditorial du Emap Digital Music de 1999 à 2001.
En 1997, il a écrit We All Shine On, un livre sur les solos de John Lennon.
Du Noyer, en tant que consultant éditorial, a travaillé avec Paul McCartney et Yoko Ono. Ses nombreuses interviews et fréquentes collaborations avec Paul McCartney depuis le début des années 1980 sont rassemblées dans le livre Paul McCartney, des mots qui vont très bien ensemble, Conversations avec Paul Du Noyer.

## Œuvres
- The Story of Rock 'n' Roll (1995)
- We All Shine On: The Stories Behind Every John Lennon Song (1997)
- The Clash: Modern Icons (1998)
- Marc Bolan (Virgin Modern Icons) (1999)
- Liverpool: Wondrous Place (2002),
- In The City: A Celebration of London Music (2010)
- John Lennon: The Stories Behind Every Song 1970-1980 (2010)
- Working Class Hero  (2010)
- Deaf School: The Non-Stop Pop Art Punk Rock Party  (2013)
- Paul McCartney, des mots qui vont très bien ensemble, conversations avec Paul Du Noyer  (2015)